# 高倉下
高倉下（タカクラジ）是日本神話裡出現的人物，在神武東征的過程中受到神明託夢，向神武天皇獻上布都御魂劍。

## 概要

### 古事記之記載
依照《古事記》記載，建御雷神（タケミカヅチ）平定葦原中國後，該地仍紛擾不已。神武天皇東征大和，無法打敗長髓彥，並困於熊野山中之際，高倉下向神武天皇獻上橫刀，隨即斬殺熊野山的凶神，受大熊之毒倒地的士卒亦隨著起身醒來。

### 先代舊事本紀之記載
據《先代舊事本紀》卷五天孫本紀，高倉下乃物部氏祖先饒速日命之子天香語山命，天降名手栗彥命，亦名高倉下命。

### 海部氏勘注系圖之記載
據《海部氏系圖》之「勘注系圖」記載，始祖彥火明命之子天香語山命娶大屋津比賣命，並生下一子高倉下。而且始祖之孫（年齡比天香語山命之子大）天村雲命，被注釋成「弟熊野高倉下、母大屋津比賣命」。

## 解說
在日文裡，「高倉下」這個名字按字面解釋即為「高聳倉庫的主人」；而祭祀布都御魂劍的石上神宮（位於奈良縣天理市）則是與物部氏家族關係深刻的神社。此外，歷史學者栗田寬在其著書《國造本紀考》（1903年出版）中表示，他不相信天香語山命與高倉下命乃同一人。

## 信仰
在日本主祭高倉下的神社主要有下列：
- 高倉神社（三重縣伊賀市）
- 高座結御子神社（愛知縣名古屋市熱田區）：稱作「高座下命」。
- 神倉神社（和歌山縣新宮市）
- 椋下神社（奈良縣宇陀郡榛原町）
- 棚倉孫神社（京都府京田邊市）

## 內部連結
- 神武天皇
- 神武東征
- 布都御魂
- 天香山命

## 外部連結
- （日語）高倉下はどのような人か
- （日語）高倉下とは何者であるか